# Ам Буххольцер Буш (Бенрат)
Ам Буххольцер Буш (нем. Am Buchholzer Busch) — улица в Дюссельдорфе (район Бенрат). Одна из улиц, соединяющих районы Бенрат и Гарат.

## Общие сведения
Улица Ам Буххольцер Буш протягивается с севера на юг между улицей Хильдена (нем. Hildener Straße) и улицей Гюстровера (Güstrower Straße). Соединяет центр Бенрата и город Хильден с южной частью Бенрата и районом Урденбах. Движение носит напряженный характер. На ней нет ни одного здания или жилого дома. С восточной стороны рядом проходит автобан А59, а с западной — зеленая зона и постройки промышленного предприятия. Протяженность всего 220 метров. В средней части улицы мост через речку Иттер.

## История
На старых средневековых картах дорога уже существовала, а после 1677 года представляла собой часть соседней, ныне называемой "Чёрной дороги". По ней к чудотворному изображению "Чёрной Мадонны Бенратской" шли паломники. Современное название улица получила после 30 января 1952 года, когда происходила перепланировка Бенрата.

## Техническая характеристика
Проезжая часть - двухполосный асфальт. По краям — велосипедные дорожки метровой ширины, которые в наиболее опасных местах имеют красное покрытие. В первой половине 2017 года велодорожки улицы были обновлены: на тротуарах при переходах они выложены красными каменными блоками, а на проезжей части усилены цветом и уточнены. Тротуары двухметровой ширины. Имеется 27 обозначенных парковочных бесплатных мест, используемых, в основном, в дневное время. В зоне тротуаров установлены 14 столбов освещения 8-ми метровой высоты, смонтированные в 1995 году и частично замененные в 2001 году. На перекрестке с Хильденской улицей установлены три светофорных столба. Имеется 7 водосточных люков с поперечными крышками для безопасности велосипедного движения. Улица хорошо оснащены дорожными указателями и разделительными полосами движения.

## Общественный транспорт
По улице проходит маршрут автобуса 788, соединяющего Восточный Бенрат с Монхаймом-на-Рейне (Monheim am Rhein). Автобусные остановки отсутствуют, но находятся не более чем в ста метрах на соседних улицах. Частично на улицу заходят автобусы кольцевых линий 779 и 778, соединяющих железнодорожные вокзалы Бенрата и Гарата.

## Велосипедные маркированные маршруты
По улице проходят три из пяти маркированных в Бенрате веломаршрутов:
- D7 - паломнический веломаршрут ФРГ: Ахен-Бенрат-Бад Ибург (Гамбург).
- D8 - Рейнский веломаршрут: Клеве-Бенрат-Бонн. 235 км.
- Веломаршрут отдыха номер 6.  Внутридюссельдорфский веломаршрут: Бенрат-Гарат-Урденбах.

Кроме того, улица активно используется велосипедистами для деловых поездок внутри Дюссельдорфа.